# Francis Gage
Francis Gage (1º febbraio 1621 – 2 giugno 1682) è stato un presbitero britannico, che divenne presidente dell'Collegio inglese di Douai.

## Vita
Fu figlio di John Gage di Haling (Surrey) con la sua seconda moglie, la vedova Mrs. Barnes. Fu fratellastro di Sir Henry Gage, governatore di Oxford, di George Gage e di Thomas Gage, missionario e viaggiatore. Fu studente al Collegio inglese di Douai dal 1630 al 1641, quando andò a Parigi per perseguire studi teologici sotto William Clifford al Tournai College.
Nel 1646 fu ordinato prete, e nel 1648 fu nominato tutore di Thomas Arundel, allora residente a Parigi. Conseguì un Bachelor of Divinity alla Sorbona nel 1649, e un Doctor of Divinity nel 1654. Si spostò quindi nell'Essex, a Roma e in altre missioni inglesi.
Il 23 gennaio 1676 fu nominato Presidente del Collegio di Douai, in successione a John Leyburn. Morì il 2 giugno 1682.

## Opere
- Journal of the Chief Events of his Life, from his Birth in 1621 to 1627 (manoscritto autografo)